# 파평 윤씨
파평 윤씨(坡平尹氏)는 경기도 파주시 파평면을 본관으로 하는 한국의 성씨이다. 시조 윤신달(尹莘達)은 고려 태조를 도와 삼한공신(三韓功臣)이 되었다.

## 시조
시조(始祖) 윤신달(尹莘達, 893년? ~ 973년(고려 광종 24년))은 고려 태조를 도와 벽상삼한익찬2등공신(壁上三韓翊贊二等功臣)으로 삼중대광태사(三重大匡太師)에 이르렀다. 윤신달은 파주 파평산(坡平山)에 있는 용연(龍淵)에서 옥함(玉函)이 물위에 떠오르면서 그 안에서 나왔다는 전설이 있다. 943년 혜종이 즉위하자 동경대도독으로 부임하여 30년간 재임하다가 81세에 임지에서 서거하였다. 묘는 포항시 기계면 봉계리 구봉산 아래 있다.  

## 중시조

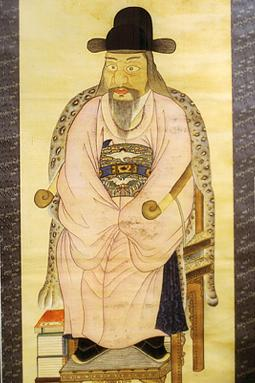
중시조 윤관(尹瓘)

5세손인 윤관(尹瓘)이 1074년(고려 문종(文宗) 28년) 문과에 급제하여 선종 때 합문지후(閤門祗候)와 좌사낭중(左司郎中)을 지냈다. 1107년(예종 2) 여진 정벌의 원수가 되어 부원수인 오연총과 함께 17만 대군을 이끌고 동북면으로 출전하여 함주(咸州), 영주(英州) 등에 9성을 쌓아 여진을 평정하였다. 이 공으로 추충좌리평융척지진국공신(推忠佐理平戎拓地鎭國功臣)에 책록되고, 영평현(鈴平縣) 개국백(開國伯)에 봉해졌으며, 수태보(守太保) 문하시중(門下侍中) 판병부사(判兵部事) 상주국(上柱國) 감수국사에 이르렀다.

## 역사
조선시대 문과 급제자 347명, 왕비 5명, 상신 11명을 배출하였다.
14세손 윤승례(尹承禮)가 고려 말기 판도판서(版圖判書)를 지냈다. 윤승례의 아들인 윤번의 딸이 세조비 정희왕후가 되면서, 윤번의 맏아들인 윤사분(尹士昐)과 셋째 아들인 윤사흔(尹士昕)이 우의정에 올랐고, 차남인 윤사윤(尹士昀)은 공조판서에 이르렀다. 윤사윤의 손자인 윤여필(尹汝弼)의 딸이 중종의 제1계비인 장경왕후이고, 그녀의 오빠가 윤임(尹任)이다. 장경왕후 사후 윤사흔의 증손인 윤지임(尹之任)의 딸이 제2계비로 책봉되어 문정왕후(文定王后)가 되었다. 문정왕후의 아들이 제13대 왕 명종(明宗)이 되면서, 문정왕후의 동생인 윤원형(尹元衡)은 영의정을 역임하였다.
윤승례의 형인 윤승순(尹承順)의 아들인 윤곤(尹坤)은 이방원을 도와 좌명공신에 책록되고 우참찬을 지냈다. 윤곤의 손자인 윤호(尹濠)는 딸이 성종비 정현왕후(貞顯王后)가 되자 국구(國舅)로서 영원부원군(鈴原府院君)에 봉해졌다. 윤곤의 증손인 윤필상(尹弼商)은 성종 때 영의정을 지냈다.

## 분파
파평윤씨 대종회는 16대파로 분류하고 있다.
5世 윤관(尹瓘)
- 6世 윤언인(尹彦仁)
  - 7世 윤덕첨(尹德瞻)
    - 8世 윤위(尹威) - 남원백파(南原伯派)
      - 9世 윤극민(尹克敏)
        - 10世 윤돈(尹敦) - 함안백파(咸安伯派)

- 6世 윤언식(尹彦植)
  - 7世 윤평수(尹平壽)
    - 8世 윤종문(尹宗文)
      - 9世 윤은형(尹殷衡) - 덕산군파(德山君派)
- 6世 윤언이(尹彦頤)
  - 7世 윤인첨(尹麟瞻) - 문정공파(文定公派)
  - 7世 윤자고(尹子固)
    - 8世 윤인직(尹仁直) - 신녕군파(新寧君派)

  - 7世 윤돈신(尹惇信)
    - 8世 윤상계(尹商季)
      - 9世 윤복원(尹復元)
        - 10世 윤순(尹純)
          - 11世 윤보(尹珤)
            - 12世 윤안적(尹安𥡦) - 대언공파(代言公派)
              - 13世 낭장공 윤리(尹釐)
                - 14世 윤탁(尹鐸) - 복야공파
                  - 15세 한림공 윤길(尹吉)

              - 13世 시령공 윤보(尹輔)
                - 14世 윤취(尹就) - 밀직공파
                - 14世 윤장(尹將) - 사재공파

            - 12世 윤중조(尹中珇) - 봉록군파(奉祿君派)
            - 12世 윤안숙(尹安淑)
              - 13世 윤리(尹莅) - 판서공파(判書公派)
                - 14世 윤혁(尹赫) - 야성군파(野城君派)

              - 13世 윤척(尹陟)
                - 14世 윤승휴(尹承休) - 전의공파(典儀公派)
                - 14世 윤승순(尹承順)
                  - 15世 윤곤(尹坤) - 소정공파(昭靖公派)
                    - 16世 윤희이(尹希夷) - 상호군공파(上護軍公派)
                      - 17世 첨추공 윤리(尹利)
                      - 17世 재령공 윤정(尹貞)
                      - 17世 병절공 윤선(尹善)
                      - 17世 좌랑공 윤신(尹信)

                    - 16世 윤희제(尹希齊) - 한성공파(漢城公派)
                      - 17世 윤경(尹坰) - 배천공파(白川公派)
                      - 17世 윤은(尹垠) - 참의공파(參議公派)=구방파(九房派)
                        - 18世 충경공 윤사로(尹師路)
                        - 18世 집의공 윤사석(尹師晳)
                        - 18世 군수공 윤사유(尹師有)
                        - 18世 참의공 윤사화(尹師華)
                        - 18世 사정공 윤사공(尹師貢)
                        - 18世 통례공 윤사하(尹師夏)
                        - 18世 사직공 윤사건(尹師騫)
                        - 18世 호군공 윤사연(尹師淵)
                        - 18世 어모공 윤사맹(尹師孟)

                      - 17世 윤배(尹培) - 장령공파(掌令公派)
                      - 17世 윤훈(尹壎) - 목사공파(牧使公派)

                    - 16世 윤삼산(尹三山) - 영천부원군파(鈴川府院君派)
                      - 17世 상호군 윤오(尹塢)
                      - 17世 주부공 윤당(尹塘)
                      - 17世 평정공 윤호(尹壕)
                      - 17世 참판공 윤해(尹垓)
                      - 17世 정호공 윤탄(尹坦)
                      - 17世 동추공 윤파(尹坡)

                  - 15世 윤목(尹穆) - 원평군파(原平君派)
                  - 15世 윤향(尹向) - 소도공파(昭度公派)

                - 14世 윤승례(尹承禮) - 판도공파(版圖公派)
                  - 15世 윤규(尹珪) - 제학공파(提學公派)
                    - 16世 군수공 윤환(尹煥)
                    - 16世 공간공 윤형(尹炯)
                    - 16世 직장공 윤희(尹熺)

                  - 15世 윤보로(尹普老) - 부윤공파(府尹公派)
                    - 16世 참판공 윤수미(尹須彌)
                    - 16世 영상공 윤태산(尹太山)

                  - 15世 윤번(尹璠) - 정정공파(貞靖公派)
                    - 16世 이정공 윤사분(尹士昐)
                    - 16世 성안공 윤사윤(尹士昀)
                    - 16世 양평공 윤사흔(尹士昕)

            - 12世 윤암(尹諳) - 소부공파(少府公派)
              - 13世 영윤공 윤주보(尹周輔) [장방파]
              - 13世 파평군 윤해(尹侅) [이방파]

            - 12世 윤안비(尹安庇) - 태위공파(太尉公派)

### 분관
- 남원 윤씨(南原尹氏), 함안 윤씨(咸安尹氏), 야성 윤씨, 덕산 윤씨(德山尹氏), 신녕 윤씨(新寧尹氏)는 분적 계보가 알려졌다.

## 항렬자
- 문정공파 (시조로 1세, 파조로 1세)

| 29세 36세 | 30세 37세 | 31세 38세 | 32세 39세 | 33세 40세       | 34세 41세       | 35세 42세       | 36세 43세       | 37세 44세       | 38세 45세       | 39세 46세       | 40세 47세       |
| --------- | --------- | --------- | --------- | --------------- | --------------- | --------------- | --------------- | --------------- | --------------- | --------------- | --------------- |
| 口방(邦)  | 여(汝)    | 상(相)    | 口섭(燮)  | 치(致) 口종(宗) | 口석(錫) 병(秉) | 원(源) 口훈(勳) | 口식(植) 재(在) | 지(志) 口병(炳) | 口곤(坤) 규(奎) | 종(鍾) 口종(踵) | 口영(永) 수(洙) |

- 소부공파 (시조로 1세, 파조로 1세)

| 20세 32세 | 21세 33세     | 22세 34세         | 23세 35세     | 24세 36세 | 25세 37세 | 26세 38세 | 27세 39세 | 28세 40세 | 29세 41세 | 30세 42세 | 31세 43세 | 32세 44세 | 33세 45세 | 34세 46세 | 35세 47세 | 36세 48세 | 37세 49세 | 38세 50세 | 39세 51세 | 40세 52세 | 41세 53세 | 42세 54세 | 43세 55세 | 44세 56세 | 45세 57세 | 46세 58세 | 47세 59세 | 48세 60세 |
| --------- | ------------- | ----------------- | ------------- | --------- | --------- | --------- | --------- | --------- | --------- | --------- | --------- | --------- | --------- | --------- | --------- | --------- | --------- | --------- | --------- | --------- | --------- | --------- | --------- | --------- | --------- | --------- | --------- | --------- |
| 口효(孝)  | 석(錫) 진(鎭) | 口수(洙) 口한(漢) | 상(相) 식(植) | 口희(熙)  | 재(在)    | 口용(鎔)  | 영(泳)    | 口표(杓)  | 형(炯)    | 口원(垣)  | 현(鉉)    | 口태(泰)  | 동(東)    | 口현(炫)  | 중(重)    | 口용(鏞)  | 승(承)    | 口오(梧)  | 주(炷)    | 口균(均)  | 성(成)    | 口호(浩)  | 병(柄)    | 口섭(燮)  | 교(敎)    | 口수(銖)  | 여(汝)    | 口기(棋)  |

- 태위공파 (시조로 1세, 파조로 1세)

| 19세 31세 | 20세 32세 | 21세 33세 | 22세 34세         | 23세 35세     | 24세 36세         | 25세 37세     | 26세 38세         | 27세 39세     | 28세 40세         | 29세 41세     | 30세 42세         | 31세 43세     | 32세 44세         | 33세 45세     | 34세 46세         | 35세 47세     | 36세 48세         | 37세 49세     | 38세 50세         |
| --------- | --------- | --------- | ----------------- | ------------- | ----------------- | ------------- | ----------------- | ------------- | ----------------- | ------------- | ----------------- | ------------- | ----------------- | ------------- | ----------------- | ------------- | ----------------- | ------------- | ----------------- |
| 태(泰)    | 口식(植)  | 병(炳)    | 口기(基) 口균(均) | 종(鍾) 진(鎭) | 口영(永) 口수(洙) | 동(東) 상(相) | 口묵(默) 口환(煥) | 용(用) 성(星) | 口석(錫) 口현(鉉) | 제(濟) 도(渡) | 口주(柱) 口근(根) | 광(光) 희(熙) | 口재(在) 口선(先) | 동(銅) 선(善) | 口영(泳) 口주(注) | 주(株) 보(保) | 口경(炅) 口형(炯) | 봉(奉) 성(聖) | 口호(鎬) 口용(鏞) |

## 왕실과의 인척 관계

### 고려
- 충혜왕비 희비 윤씨

### 조선
- 세조 정비 정희왕후
- 덕종(세조의 장남) 후궁 귀인 윤씨
- 성종 계비 정현왕후
- 중종 제1계비 장경왕후
- 중종 제2계비 문정왕후
- 문종 후궁 소용 윤씨
- 인종 후궁 숙빈 윤씨, 양제윤씨
- 광해군 후궁 소의 윤씨
- 정신옹주(태종의 서차녀) 부마 윤계동
- 숙녕옹주(태종의 서7녀) 부마 윤우
- 숙경옹주(태종의 서9녀) 부마 윤암
- 숙순옹주(태종의 서13녀) 부마 윤평
- 정현옹주(세종의 서녀)부마 윤사로
- 정숙옹주(성종의 서녀) 부마 윤섭
- 경휘옹주(성종의 서녀) 부마 윤내
- 무림군(정종의 서15남) 적4녀 이씨 사위 윤지영
- 함녕군(태종의 서차남) 적장녀 이씨 사위 윤오
- 경명군(성종의 서9남) 정실 강양군부인 파평 윤씨
- 양원군(성종의 서14남) 서3녀 이씨 사위 윤황
- 복성군(중종의 서장남) 정실 군부인 파평 윤씨
- 여릉군(인조 친손자 경완군의 양손자)계부인 파평 윤씨
- 흥안군(선조의 서자)계부인 파평군부인 파평 윤씨
- 효혜공주(중종의 적장녀) 적장녀 사위 윤백원
- 혜정옹주(중종의 서녀)의 사위 윤호
- 숭선군(인조의 서장남) 적차녀 이씨 사위 윤정호

## 집성촌
- 경기도 파주시 법원읍
- 경기도 남양주시 월산리
- 경기도 파주시 당하동
- 강원도 강릉시 옥계면 천남리
- 충청북도 청주시 미원면
- 충청북도 옥천군 청산면 효목리
- 충청남도 공주시 탄천면
- 충청남도 논산시 노성면
- 충청남도 홍성군 홍동면
- 세종특별자치시 연서면 봉암리
- 경상북도 구미시 고아읍 황산리
- 경상북도 예천군 유천면 화지리
- 경상북도 예천군 용궁면 대은리
- 경상북도 예천군 지보면 신풍리
- 대구광역시 달성군 옥포읍 신당리
- 경상남도 창녕군 성산면 대산리
- 전라남도 함평군 해보면 상곡리
- 전라남도 보성군 복내면
- 황해도 신천군 문화면 화암리
- 황해도 황주군 삼전면 용전리
- 황해도 송화군 간촌리

## 유적지
- 파평 용연 - 파주시 향토유적 제10호 (경기도 파주시 파평면 눌노리)
- 파주 윤관 장군묘 - 대한민국 사적 제323호 (경기도 파주시 광탄면 분수리)
- 논산 노강서원
- 창녕 죽림재 - 경상남도 문화재자료 제534호 (경상남도 창녕군 성산면 대미길 23-62)